# Nikolai Michailowitsch Bubnow

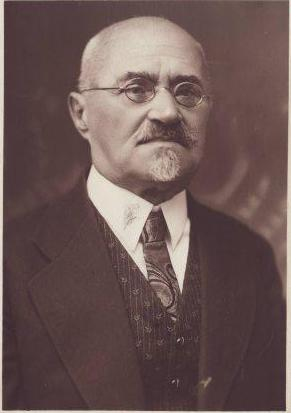
Nikolai Bubnow 1928

Nikolai Michailowitsch Bubnow, russisch Николай Михайлович Бубнов, englische Transkription Nikolai Mikhailovich Bubnov,  (* 2. Februar 1858 in Kiew; † nach dem 17. Juli 1939) war ein ukrainischer Mathematikhistoriker, der die Briefe und Werke von Sylvester II. (Gerbert) herausgab.
Bubnow studierte Geschichte an der Universität Sankt Petersburg und wurde dort 1891 mit einer Dissertation über die Briefe von Gerbert promoviert, wozu er Archive in Frankreich, Italien, Deutschland, Österreich und der Schweiz besucht hatte. Von 1890 bis 1891 lehrte er an der höheren Mädchenschule in Sankt Petersburg und ab 1892 war er Professor für Alte Geschichte und Geschichte des Mittelalters an der Universität Kiew. 1899 gab er nach weiteren Archivstudien die mathematischen Werke von Gerbert heraus. Sie enthalten neben Gerberts Abhandlung zum Abakus auch dazu bezügliche andere mittelalterliche Texte und einen Anhang zur Überlieferung des römischen Corpus agrimensorum Romanorum (das heißt der römischen Landvermesser).
Nach der Oktoberrevolution ging er 1919 nach Jugoslawien, wo er von 1920 bis 1928 Alte Geschichte an der Universität Ljubljana lehrte. Er plante eine französische Ausgabe der Briefe von Gerbert, starb aber vorher. Sein genaues Todesdatum ist unbekannt (nach dem 17. Juli 1939).
Angeregt dadurch, dass Gerbert das indisch-arabische Ziffernsystem auf seinem Abakus benutzte, versuchte er in mehreren langen Aufsätzen nachzuweisen, dass dieses System schon im Europa der Antike bei den Griechen in Ansätzen bekannt war; eine Ansicht, die heute als überholt gilt.

## Schriften
- Sbornik pisem Geberta kakh istoritcheskij istotchnik, 2 Bände, Kiew 1888 bis 1890 (Briefe Gerberts)
- Gerberti postea Silvestri II papae Opera mathematica (972-1003), Berlin 1899, Nachdruck Hildesheim 1963
- Arithmetische Selbständigkeit der europäischen Kultur. Ein Beitrag zur Kulturgeschichte, Berlin 1914